# Fairouz Ai
Fairouz Ai (jap. ファイルーズ あい Fairūzu Ai; ur. 6 lipca 1993 w Tokio) – japońska seiyū, pracująca dla agencji Raccoon Dog. Jej pierwszą główną rolą była postać Hibiki Sakury w serialu anime Dumbbell nan kilo moteru?. Znana jest również z ról Jolyne Cujoh w JoJo’s Bizarre Adventure: Stone Ocean oraz Power w Chainsaw Man.

## Biografia
Fairouz Ai Kadota (jap. 門田ファイルーズあい Kadota Fairūzu Ai) urodziła się 6 lipca 1993 w Tokio jako córka Japonki i Egipcjanina. Została nazwana na cześć libańskiej piosenkarki Fairuz. Przed powrotem do Japonii spędziła kilka lat w Cairo Japanese School, gdzie pobierała edukację podstawową. W okresie gimnazjalnym poznała mangę JoJo’s Bizarre Adventure i zainteresowała się nią na tyle, że zaczęła brać udział w sesjach czytania z innymi fanami na platformie Skype. Później zdecydowała się na zostanie seiyū, jednak rodzice początkowo nie akceptowali jej planów. Zamiast tego, początkowo uczyła się w szkole zawodowej projektowania graficznego, a następnie spędziła rok jako asystentka stomatologiczna. Kiedy udało jej się zaoszczędzić wystarczająco dużo pieniędzy na czesne, zapisała się do szkoły aktorstwa głosowego.
Po zakończeniu szkolenia, Fairouz związała się z agencją aktorstwa głosowego Pro-Fit. W 2019 roku zagrała swoją pierwszą główną rolę jako Hibiki Sakura, bohaterka serialu anime Dumbbell nan kilo moteru?. Wraz z Kaito Ishikawą wykonała motyw otwierający serię zatytułowany „Onegai Muscle” (jap. お願いマッスル Onegai massuru), a w ramach promocji anime pojawiała się w różnych filmach o podnoszeniu ciężarów. Użyczyła głosu postaci Emily Orange w multimedialnej franczyzie Kandagawa Jet Girls oraz jako Eripiyo w serialu anime z 2020 roku, Oshi ga Budōkan ittekuretara shinu, do którego wykonała także motyw końcowy, zatytułowany „Momoiro Kataomoi”, który jest coverem piosenki wykonanej pierwotnie przez Ayę Matsuurę.
W 2020 roku była jedną z laureatek nagrody dla najlepszej nowej seiyū podczas 14. ceremonii wręczenia nagród Seiyū Awards.
4 kwietnia 2021 wcieliła się w rolę Jolyne Cujoh w adaptacji anime szóstej części JoJo’s Bizarre Adventure, Stone Ocean.
Po zamknięciu agencji Pro-Fit 31 marca 2022, Fairouz związała się z Raccoon Dog, agencją aktorstwa głosowego założoną przez seiyū Nobuhiko Okamoto.

## Życie osobiste
Jej starszy brat, Gihādo Kadota (jap. 門田ギハード Kadota Gihādo), jest wspinaczem lodowym reprezentującym Japonię w zawodach.
Fairouz biegle włada językiem arabskim (w tym egipskim).

## Filmografia

### Seriale anime
2019
- One-Punch Man – obywatelka A[16]
- Dr. Stone – ludzie świata[16]
- Dungeon ni deai o motomeru no wa machigatteiru darō ka II – dowódczyni drużyny[16]
- Dumbbell nan kilo moteru? – Hibiki Sakura[3]
- Kono yūsha ga ore TUEEE kuse ni shinchō sugiru – Valkyrie[17]
- Kandagawa Jet Girls – Emily Orange[6]

2020
- Oshi ga Budōkan ittekuretara shinu – Eripiyo[7]
- Kiratto Pri Chan – Alice Kagayaki[18]
- Mewkledreamy – Tokiwa Anzai[19]
- Monster Girl Doctor – Kay Arte[20]
- Hanyō no Yashahime: Sengoku stogizoushi – Takechiyo[21]
- Fruits Basket – uczennica[22]
- Kami-tachi ni hirowareta otoko – Jane[23]

2021
- Tropical-Rouge! Pretty Cure – Manatsu Natsuumi/Cure Summer[24]
- Kyōkyoku shinka shita Full Dive RPG ga genjitsu yorimo kuso-ge dattara – Alicia[25]
- Tokyo Revengers – Manjirō Sano (dziecko)[26]
- Mewkledreamy Mix! – Tokiwa Anzai[27]
- Kageki shōjo!! – Sayako Yamada[28]
- Gyakuten sekai no denchi shōjo – Rin Akagi[29]

2022
- Otome Game sekai wa Mob ni kibishii sekai desu – Angelica Rapha Redgrave[30]
- Yu-Gi-Oh! Go Rush!! – Nyandestar[31]
- Gaikotsu kishi-sama, tadaima isekai e odekake-chū – Arianne Glenys Lalatoya[32]
- Kunoichi Tsubaki no mune no uchi – Sumire[33]
- Shine Post – Remi Nashinoki[34]
- Kage no jitsuryokusha ni naritakute! – Delta[35]
- Chainsaw Man – Power[36]
- Mushikaburi-hime – Sophia[37]

2023
- Benriya Saitō-san, isekai ni iku – Raelza[38]
- YouTuNya – Nya[39]
- Mahō shōjo Magical Destroyers – Anarchy[40]
- Isekai shōkan wa nidome desu – Livaia[41]
- Tsuyokute New Saga – Lise[42]
- Higeki no genkyō to naru saikyō gedō Last Boss joō wa min no tame ni tsukushimasu – Pride[43]
- Hikikomari kyūketsuki no monmon – Nelia Cunningham[44]

2024
- Tensei shitara dai nana ōji datta no de, kimama ni majutsu o kiwamemasu[45]
- Kaii to otome to kamikakushi[46]
- Kekkon surutte, hontō desu ka – Nao Umiyama[47]

### Filmy animowane
- Dōnika naru hibi (2020) – Sayoko[48]

### OVA/ONA
- Zenonzard: The Animation Episode 0 (2019) – Ruri Minamino
- JoJo’s Bizarre Adventure: Stone Ocean (2021–22) – Jolyne Cujoh, Irene

### Gry wideo
2019
- Fire Emblem Heroes – Phina[49]
- Kemono Friends 3 – renifer[50]
- MapleStory – female Hoyoung[51]

2020
- White Cat Tennis – Haru
- Kandagawa Jet Girls – Emily Orange[52]
- Fate/Grand Order – Sei Shōnagon[53]
- KonoSuba: Fantastic Days – Cecily[54]
- Marco & the Galaxy Dragon – Ruri[55]
- Azur Lane – USS Intrepid (CV-11)[56]
- Cytus II – Cherry[57]
- Kingdom of Hero – Shiv[58]
- Summer Pockets Reflection Blue – Shiki Kamiyama[59]
- Dragalia Lost – Nadine[60]
- Kantai Collection – USS Hornet (CV-8)[61]
- Ano hi no tabibito, fureau mirai – Tamaki Aoi[62]
- Granblue Fantasy – Fiorito[63]

2021
- Magia Record: Puella Magi Madoka Magica Side Story – San Kagura[64]
- Epic Seven – Landy[65]
- Yūki Yūna wa yūsha de aru: Hanayui no kirameki – Hime Hokkedō[66]
- Wonder Boy: Asha in Monster World – Asha[67]
- The Legend of Heroes: Kuro no kiseki – Ashen Lu
- Blue Archive – Fuuka Aikiyo[68]
- Cookie Run: Kingdom – Mala Sauce Cookie[69]

2022
- JoJo’s Bizarre Adventure: Last Survivor – Jolyne Cujoh[70]
- JoJo’s Bizarre Adventure: All Star Battle R – Jolyne Cujoh[71]
- Trinity Trigger – Wiz[72]
- The Legend of Heroes: Kuro no Kiseki II – Crimson Sin – Celis Ortesia[73], Ashen Lu[74]
- Star Ocean: The Divine Force – Marielle L. Kenny
- Goonya Monster – Pirarucu[75]

2023
- Fire Emblem Engage – Yunaka[76]
- Octopath Traveler II – Ori[77]
- 404 Game Re:set – Virtua Fighter[78]

### Dubbing

#### Live action
- The Batman, Selina Kyle / Kobieta-Kot (Zoë Kravitz)[79]
- Czarne święta, Jesse (Brittany O'Grady)[80]
- Obcy element, Nicole Hegmann (Sarah Desjardins)[81]
- DMZ, Tenny (Sydney Park)[82]
- Jak poślubić milionera, Loco Dempsey (Betty Grable)[83]
- Mapa maleńkich wspaniałości, Margaret (Kathryn Newton)[84]
- Ms. Marvel, Nakia Bahadir (Yasmeen Fletcher)[85]
- Słodkie kłamstewka: Grzech pierworodny, Noa Olivar (Maia Reficco)[86]
- Resident Evil: Witajcie w Raccoon City, Claire Redfield (Kaya Scodelario)[87]
- Ognie św. Elma, Julianna „Jules” Van Patten (Demi Moore)[88]

#### Animacje
- Rodzinka rządzi – Georgo[89]
- Playmobil: Film – Dr Greta Grim[90]